# Rubinelli
Rubinelli is een historisch merk van hulpmotoren en motorfietsen.
De bedrijfsnaam was: Cost. Mecc. Icaro Rubinelli, Stresa, later Milano.
Rubinelli was een klein Italiaans merk dat goede 122- en 172 cc tweetaktmodellen produceerde. De motorblokken werden ook als hulpmotor aan andere merken verkocht. De productie begon in 1921 en eindigde in 1927.